# Noboru Tanaka
Noboru Tanaka (田中登, Tanaka Noboru), né le 15 août 1937 et mort le 4 octobre 2006, est un réalisateur japonais connu pour ses pinku eiga.

## Biographie
Noboru Tanaka fait des études de littérature française à l'université Meiji de Tokyo. Il entre à la Nikkatsu comme assistant réalisateur et travaille avec des cinéastes comme Seijun Suzuki et Shōhei Imamura. Lorsque la Nikkatsu se reconvertit dans le roman-porno, il a l'occasion de réaliser son premier film, Beads From A Petal, en 1972. L'année suivante, il remporte le prix du nouveau réalisateur (citation) de la Directors Guild of Japan pour Osen la maudite. En utilisant toute la liberté laissée par ce genre de réalisation et en utilisant à son profit la contrainte budgétaire, il devient rapidement l'un des grands noms de ce type de production. Il réalise encore quelques films après avoir quitté la Nikkatsu dont Ushimitsu no mura en 1983, mais il se retire rapidement de l'industrie cinématographique.
Noboru Tanaka a réalisé 25 films entre 1972 et 1988.

## Filmographie
- 1972 : Beads From A Petal (花弁のしずく, Kaben no shizuku?)
- 1972 : Nuits félines à Shinjuku (牝猫たちの夜, Mesunekotachi no yoru?)[4]
- 1972 : Woman On The Night Train (夜汽車の女, Yogisha no onna?)
- 1972 : Amorous Family: Like a Fox and a Racoon (好色家族 狐と狸, Koshoku kazoku: Kitsune to tanuki?)
- 1972 : L'École de la sensualité (官能教室 愛のテクニック, Kanno kyoshitsu: ai no technique?)
- 1973 : Afternoon Affair: Metamorphosis (昼下りの情事 変身, Hirusagari no joji: Henshin?)
- 1973 : Osen la maudite ((秘)女郎責め地獄, Maruhi: Joro seme jigoku?)[5]
- 1973 : Midnight Fairy (真夜中の妖精, Mayonaka no Yosei?)
- 1973 : Female Teacher: Private Life (女教師 私生活, Onna Kyoshi: Shiseikatsu?)
- 1974 : Marché sexuel des filles ((秘)色情めす市場, Maruhi: Shikijo mesu ichiba?)[6]
- 1975 : Kobe kokusai gang (神戸国際ギャング?)
- 1975 : La Véritable histoire d'Abe Sada (実録阿部定, Jitsuroku Abe Sada?)
- 1976 : La Maison des perversités (江戸川乱歩猟奇館 屋根裏の散歩者, Edogawa Ranpo ryoki-kan: Yaneura no sanposha?)
- 1976 : Andō Noboru no waga tōbō to sex no kiroku (安藤昇のわが逃亡とＳＥＸの記録?)
- 1977 : Bondage (発禁本「美人乱舞」より責める！, Hakkinbon bijin ranbu yori: Semeru!?)
- 1977 : Female Teacher (女教師, Onna kyoshi?)
- 1978 : Hitozuma shudan boko chishi jiken (人妻集団暴行致死事件?)[7]
- 1978 : Pink Salon: Five Lewd Women (ピンクサロン 好色五人女, Pinku saron: Koshoku gonin onna?)
- 1979 : Angel Guts: Nami (天使のはらわた 名美, Tenshi no harawata: Nami?)
- 1979 : Target Of Lust (愛欲の標的, Aiyoku no hyoteki?)
- 1980 : Hard Scandal : Les Naufragés du sexe (ハードスキャンダル 性の漂流者, Hard Scandal: Sei no hyoryu-sha?)
- 1981 : Love Me Strong... Love Me Hard (もっと激しくもっとつよく, Motto hageshiku motto tsuyoku?)
- 1983 : Ushimitsu no mura (丑三つの村?)
- 1986 : Tsubomi no nagame (蕾の眺め?)
- 1988 : Yōjo densetsu’88 (妖女伝説’８８?)

## Distinctions
Sauf indication contraire, les informations mentionnées dans cette section peuvent être confirmées par la base de données cinématographiques IMDb,  présente dans la section « Liens externes ».

### Récompense
- 1973 : prix du nouveau réalisateur (citation) de la Directors Guild of Japan pour Osen la maudite[2]

### Sélections
- 1979 : prix du meilleur réalisateur pour Rape And Death Of A Housewife et Pink Salon: Five Lewd Women aux Japan Academy Prize[8]
- 1979 : Gold Hugo du meilleur film pour La Maison des perversités au festival international du film de Chicago